# Deutsches Goethe-Kolleg Bukarest
Das Deutsche Goethe-Kolleg Bukarest (rumänisch Colegiul German Goethe; zwischen 1990 und 2002 Hermann Oberth Gymnasium, rumänisch Liceul Hermann Oberth) ist eine Schuleinrichtung im Zentrum von Bukarest, mit Kindergarten, Grundschule und Gymnasium. Es befindet sich in der Nähe des Piața Romană und trägt den Namen des deutschen Dichters Johann Wolfgang von Goethe. Das Goethe-Kolleg besteht in Nachfolge der traditionsreichsten deutschen Schule Bukarests, die vor über 240 Jahren als Schule der deutschen evangelisch-lutherischen Gemeinde gegründet wurde. Es ist eine Schule der deutschen Minderheit in Bukarest, vom rumänischen Ministerium für Bildung und Forschung verwaltet. Das Deutsche Goethe-Kolleg Bukarest ist neben der Schule Nr. 11, Ion Heliade Rădulescu, die beliebteste Schule Bukarests.

## Geschichte

### Konfessionelle Gemeindeschule
Die Schule entstand als Einrichtung der evangelisch-lutherischen Kirche und Gemeinde aus Bukarest, zu der vor allem Siebenbürger Sachsen gehörten. Eine „lutherische“ Holzkirche wird schon 1574 erwähnt und man kann vermuten, dass auch hier, wie im Falle aller sächsischen Gemeinden in Siebenbürgen, eine Gemeindeschule die Kirche begleitete. Urkundlich nachweisen lässt sich eine Schule der evangelischen Gemeinde Bukarest allerdings erst ab 1778, als es um die Suche nach einem Pfarrer ging, der „auch die Stelle des scheidenden Lehrers Seydner einnehmen sollte“, was eigentlich nur bedeuten kann, dass die Schule schon vorher bestand. Eine den neuzeitigen Bedürfnissen besser angepasste Schule ist erst nach 1818 zustande gekommen, als ein tatkräftiger Hilfsprediger ungarischer Abstammung, Scharai, den Unterricht übernahm und die 64 Schüler und Schülerinnen in drei Klassen aufteilte, Räume mietete und zwei weitere Lehrer anstellte. 1842 wurde der Raummangel durch den Bau des ersten Schulgebäudes behoben, das als „Friedrich-Wilhelm-Schule“ eröffnet und den 50 Schülern zur Verfügung gestellt wurde. Als Lehrkräfte wirkten zwei siebenbürgische Lehrer und der Stadtpfarrer Kuntz, der auch den Lehrplan bestimmte.
Im Jahre 1855 wurde die Schule der deutschen lutherischen Gemeinde aus Bukarest in eine Mädchen- und eine Jungenschule aufgeteilt. Im selben Jahr wurden zwei auf dem Gemeindegrundstück gelegenen Häuser in der Lutherischen Straße aufgekauft und davon eines als Mädchenschule eingerichtet. Zwei Jahre später wurde das Hauptgebäude mit Mitteln des Kultusministeriums erweitert.

### Öffnung für Nicht-Gemeindemitglieder
Nach 1905 wurde das Gemeindeschulwesen schrittweise erweitert, was auch zur Folge hatte, dass die Bukarester deutschen Schulen 1910 über 2.000 Schüler verzeichneten. Von den 1770 Schülern und Schülerinnen, die im gleichen Jahr auf die deutsch-evangelischen Schulen Bukarests gingen, stammten 731 aus nichtdeutschen Familien.
1912 verzeichnet die Bukarester Deutsche Schule mit 2300 Schülern einen vorläufigen Höchststand und wird von der Kronstädter Zeitung als „die größte deutsche Auslandsschule“ bezeichnet. Von diesen waren 45 % evangelisch, 35 % mosaisch und 20 % orthodox; als Muttersprache gaben die Schüler zu 45 % Deutsch (dazu gehörten Reichsdeutsche, Österreicher – darunter Siebenbürger Sachsen und Bukowiner Juden – sowie Schweizer) und 55 % Rumänisch an.
Nach dem Ersten Weltkrieg, im Jahr 1923, wurde der Schule das Öffentlichkeitsrecht entzogen, d. h. der Staat erkannte die nach deutschem Schulprogramm abgelegten Prüfungen nicht mehr an und Schüler, die ein rumänisches Reifezeugnis erhalten wollten, mussten zusätzliche Äquivalenzprüfungen ablegen. Die Anzahl der Schüler nahm sofort drastisch ab. Fast nur noch Schüler, die ein deutsches Abitur als Schulabschluss anstrebten, blieben weiterhin eingeschrieben.

### Kommunismus und Verstaatlichung
Ab 1948 wurden der schulischen Einrichtung zwei Gymnasialklassen hinzugefügt. Die Schule wurde verstaatlicht und der lutherischen Gemeinde entzogen.
1956 erfolgte die vollständige Einbindung in das rumänische Schulsystem. Die Deutsche Schule Bukarest erhielt den Namen „Schule Nr. 21“ und später „Lyzeum Nr. 21“. Als das Schulgebäude neben der evangelischen Kirche 1958 abgerissen wurde, erfolgte der Umzug in die Nuferilorstraße und 1973 wurde ein Neubau in der Calea Dorobanți bezogen, das mit Unterstützung der Bundesrepublik nach Verhandlungen mit Außenminister Hans-Dietrich Genscher zustande gekommen war.
1976 wurde die Deutsche Schule Bukarest in das „Real-humanistische Lyzeum Nr. 3“ umbenannt, um im darauf folgenden Jahr wiederum einen neuen Namen zu erhalten: „Lyzeum für Mathematik und Physik Nr. 6“.
1982 erfolgte eine neue Namens-, aber auch Profiländerung: „Industrielyzeum Nr. 34“ (eine Art Realschule). Diese Abstufung der Deutschen Schule Bukarest geschah auf dem Hintergrund der Verschärfung der nationalkommunistischen Diktatur Ceaușescus und der Tatsache, dass inzwischen ein großer Teil der deutschstämmigen Bevölkerung Rumänien verlassen hatte, einschließlich vieler deutschstämmiger Lehrer und Schüler. So fiel es dem totalitären politischen System leicht, eine als Eliteschule anerkannte Einrichtung abzustufen.

### Umsturz von 1989 und Folgejahre
Den Ereignissen von 1989 ist es zu verdanken, dass die Deutsche Schule Bukarest ihr Profil zurückgewann. 1990 erhielt sie den (mittlerweile wieder abgelegten) Namen „Theoretisches Gymnasium Hermann Oberth“ und gehörte nun wieder zu den angesehenen schulischen Einrichtungen der Hauptstadt Rumäniens. Der im siebenbürgischen Hermannstadt (Sibiu) geborene Hermann Oberth hat mit seiner Forschungsarbeit im Bereich der Raketentechnik einen wesentlichen Grundstein zur Entwicklung der Raumfahrt gelegt. Zurzeit trägt die Schule den Namen „Deutsches Goethe-Kolleg“ (rumänisch Colegiul German Goethe).

## Unterricht am Goethe-Kolleg
Das Deutsche Goethe-Kolleg ist die Schule der deutschen Minderheit in Bukarest und untersteht dem rumänischen Ministerium für Bildung, Forschung und Jugend. Deutsch ist Unterrichtssprache. Die sprachliche Eignung der künftigen Schülerinnen und Schüler wird durch einen Test festgestellt, bei dem die Prüflinge eine ausreichende Punktzahl erreichen müssen.
Nach bestandener Prüfung werden die Schüler einem deutschsprachigen Grundschullehrer zugeteilt. Sämtliche Fächer werden auf Deutsch unterrichtet. Dadurch beherrschen die Schülerinnen und Schüler am Ende der Grundschule die Grundsteine der Fachsprache in allen Bereichen. Ab der 3. Klasse wird Englisch als erste Fremdsprache unterrichtet.
Ab der Klasse 5. wird, wie an jeder anderen Schule in Rumänien, jedes Fach von einer dafür ausgebildeten Lehrkraft unterrichtet. Je nach Möglichkeit werden einige Fächer von Lehrern aus Deutschland unterrichtet.

## Schulprofil und Sprachzertifikate
Das Deutsche Goethe-Kolleg bietet allen Achtklässlern die Möglichkeit, ihre Bildung im deutschen Sprachkreis fortzuführen, und zwar auf einem theoretischen Lyzeum. Die Auswahl an Klassen ist sehr groß, so dass künftige Schüler sich für einen der folgenden Zweige entscheiden können:
- für den mathematisch-naturwissenschaftlichen Bereich, in einer Klasse mit Schwerpunkten in Mathematik und Informatik
- für den sprachlichen Bereich, in einer Klasse mit Schwerpunkten in Geisteswissenschaften und Fremdsprachen
- für die Klassen der Deutsche Spezialabteilung (DAS). Die Deutsche Abteilung verfügt über insgesamt vier Klassenstufen und acht Klassen. Seit 2008 gibt es in der Spezialabteilung Bukarest zwei mögliche Richtungen. Die B-Klassen sind sozialwissenschaftlich orientiert, während die C-Klassen Mathematik- bzw. Informatikklassen sind.

Obwohl jeder dieser Bereiche auf einen bestimmten Abschluss zielt, verlassen alle Absolventen das Lyzeum auch mit einer breiten Allgemeinbildung.
Am Ende der 12. Klasse erhalten die Schülerinnen und Schüler vom Ministerium für Bildung, Forschung und Jugend in Rumänien das Kompetenzzertifikat für die deutsche Sprache – und sie erlangen das Deutsche Sprachdiplom (Stufe I oder II) der Kultusministerkonferenz.

## Bekannte Absolventen
- Wasgen I.
- Claudiu Bleonț (Schauspieler)
- Petre Guran (Historiker)
- Dan Helciug (Musiker)
- Sonia Argint Ionescu (TV Senderin)
- Axel Moustache (Schauspieler)
- Ioan Lupescu
- Theodor Paleologu (Diplomat und Politiker)
- Rona Hartner (Sängerin)
- Dan Bittman
- Nicolae Constantin Tănase (Regisseur)
- Oscar Walter Cisek